# عنشال (المهرة)

تعديل مصدري - تعديل

عنشال(تجمعات بدويه) هي إحدى قرى عزلة الغيظة بمديرية الغيظة التابعة لمحافظة المهرة، بلغ تعداد سكانها 28 نسمة حسب تعداد اليمن لعام 2004.